# Сицилиански войни
Сицилианските войни или Гръко-пуническите войни са серия от конфликти между пуните и елините от Сиракуза, за контролирането на Сицилия и западното Средиземноморие между 600 пр.н.е. до 265 пр.н.е.

## Предистория и причини
Гръко-пуническият конфликт е първият сериозен външнополитически в историята на Картаген. В епохата на класическата древност Картаген постепенно се утвърждава като център на финикийската цивилизация в Западното Средиземноморие. От средата на 7 век пр.н.е. започва нов период в историята на града, продължил около две столетия. Този период на възход и самостоятелност в изграждането на собствена пуническа цивилизация е обусловен от два фактора – попадането на метрополията последователно под властта на Асирия и Ахеменидите, и наложилото се вследствие от това пуническо влияние над финикийските колонии в Западното Средиземноморие. Еманципиран, Картаген започва своя колонизация на Южна Италия, Сицилия и Западното Средиземноморие, сблъсквайки интересите си с елините. В средата на 7 век пр.н.е. е построена първата картагенска колония – Ебес на Балеарските острови. Използвайки тази си военна колония за своя база, пуните разгромяват основния си финикийски съперник на запад – Хадес, утвърждавайки първенството си над останалите финикийски колонии и започвайки експанзия в Испания (виж и картагенски владения в Испания).
Продължилата експанзия на пуните в Западното Средиземноморие ги среща със съпротивата на голямата гръцка колония на запад – Масалия (дн. Марсилия), подкрепена и от други колонии – Майнака, Алоис и т.н. В средата на 6 век пр.н.е. центъра на конфликта се пренася в Сицилия, където картагенският пълководец Малх предприема голям военен поход, с който успява да подчини всички финикийски градове в западната част на острова. По това време пуните установяват дипломатически отношения с Ахеменидите, с цел да ги употребят срещу противника си (виж и гръко-персийски войни). Картаген влиза в съюз и с етруските с цел да овладее Сардиния и Корсика. По този начин през 535 г. пр.н.е. Картаген бележи първия си сериозен външнополитически успех – обединения с етруския картагенски флот разбива древногръцкия флот в битката при Алалия край остров Корсика. По този начин етруските превземат острова, а пуните заемат южната част на Сардиния, където основават своя колония – Нора. Този първи сериозен успех е последван от загуба в Испания, където след успеха над Тартес, картагенската армия е разгромена на свой ред от жителите на Масалия, чийто флот разбива картагенския в битка при Артемизия.
Гръко-персийските войни (500 – 449 г. пр.н.е.) благоприятстват Картаген, който предприема широкомащабно настъпление за овладяването на цяла Сицилия, но е спрян с битката при Химера през 480 г. пр.н.е.. През 474 г. пр.н.е. етруско-картагенският флот е разбит от гръцкия в битка при Куме и пуните окончателно разбират, че завладяването на цяла Сицилия за тях е невъзможно. Загубата на персите в гръко-персийските войни изоставя на произвола на съдбата техния по-малък съюзник в Западното Средиземноморие. Независимо от това, Картаген продължава да процъфтява, насочвайки експанзията си в Северна Африка.

## Решаващият сблъсък
Разгарът на Сицилианските войни е в Третата сицилианска война с кампанията от 316 – 310 г. пр.н.е., след разрушаването на града-майка – Тир. Картаген се намесва във вътрешносицилианския конфликт на страната на антисиракузката коалиция. 45 хил. картагенска армия предвождана от Хамилкар, син на Гизго, се сражава срещу гръцка предвождана от Агатокъл. През 311/310 г. пр.н.е. картагенската армия обсажда Сиракуза.
През 306 г. пр.н.е. е сключен мирен договор между тиранът Агатокъл и Картаген, според клаузите на който се запазва старата граница в Сицилия по река Халикос. Символично, картагенците са ангажирани да плащат скромен дан в жито и пари като цена за мира. 
През следващия половин век гръцките полиси в Сицилия остават разединени и в невъзможност да изгонят пуните от острова. Това е дело на римляните, което е завършено де юре по силата на клаузите на мирния договор, с който приключва Първата пуническа война, последвана от въстанието на наемниците на Картаген.

## Хронология на конфликта
- Първа сицилианска война (480 г. пр.н.е.)
- Втора сицилианска война (410 г. пр.н.е. – 340 г. пр.н.е.)
- Трета сицилианска война (315 г. пр.н.е. – 307 г. пр.н.е.)